# Chioglossa lusitanica
La chioglossa (Chioglossa lusitanica Bocage, 1864), unica specie del genere Chioglossa Bocage, 1864, è un anfibio caudato appartenente alla famiglia dei Salamandridi.

## Descrizione
La chioglossa è un salamandride molto sottile e allungato, con zampe corte, 10-11 solchi costali, occhi sporgenti e una lunga coda che rappresenta circa 2/3 della lunghezza totale. Le parti superiori sono lisce e lucide, di colore di base da marrone scuro a nero e generalmente percorse da 2 bande longitudinali dorate o color rame, parallele tra loro e convergenti alla base della coda. In rari casi queste bande longitudinali appaiono anche come disgregate, soprattutto nella zona meridionale dell'areale. Le parti inferiori sono invece di colore grigio scuro. Ha una lunghezza totale di 12-16 cm.

## Biologia
La chioglossa è una specie terrestre notturna dai movimenti svelti e agili, «da lucertola». In caso di pericolo può sbarazzarsi della propria coda come molte lucertole (autotomia), facendola quindi ricrescere nell'arco di diversi mesi. La coda amputata si agita ancora per qualche minuto, distraendo il predatore. Se catturata, questa salamandra emette talvolta versi simili a squittii. Si nutre di piccoli insetti e ragni, ma anche di vermi e lumache, che cattura grazie alla sua lunga lingua biforcuta ed estensibile. L'accoppiamento avviene presso ruscelli, sulla riva o nell'acqua poco profonda, con il maschio che cinge la femmina dal basso per le zampe anteriori, come la salamandra pezzata. Le 10-35 uova vengono deposte singolarmente o in ammassi poco fitti tra pietre di ruscelli o sulle pareti di grotte umide. Le larve vivono in acqua e sono dotate di branchie molto piccole. La metamorfosi si completa generalmente in tarda estate e in autunno, quando le giovani salamandre si spostano sulla terraferma.

## Distribuzione e habitat
La chioglossa vive nel nord-ovest della penisola iberica: Spagna nord-occidentale (Asturie, Galizia), Portogallo del nord e centrale, ad altitudini da 100 fino a un massimo di 1200 m. Si trova soprattutto in punti umidi e ricchi di vegetazione all'interno di foreste di latifoglie, dove può formare anche popolazioni molto dense presso torrenti limpidi e rocciosi, sotto pietre o in grotte. Si può trovare anche in vecchie gallerie e miniere, più raramente in brughiere aperte.

## Tassonomia
Oltre alla forma nominale C. l. lusitanica, che occupa un areale più piccolo, nel centro del Portogallo (a sud del Rio Mondego), c'è la sottospecie C. l. longipes che compare in tutto il nord-ovest della penisola iberica: questa è caratterizzata da zampe e dita leggermente più lunghe, come evidenziato anche dal suo nome scientifico.